# Tegostoma mauritanica
Tegostoma mauritanica là một loài bướm đêm trong họ Crambidae.